# Poecilimon erimanthos
Poecilimon erimanthos är en insektsart som beskrevs av Willemse, F.M.H. och K.-g. Heller 1992. Poecilimon erimanthos ingår i släktet Poecilimon och familjen vårtbitare. IUCN kategoriserar arten globalt som nära hotad. Inga underarter finns listade i Catalogue of Life.